# ویکی اور
ویکی اور (انگلیسی: Vickie Orr؛ زادهٔ february ۲۵, ۱۹۶۷ (۵۸ سال)) ورزشکار بسکتبال اهل ایالات متحده آمریکا است.
وی در مسابقات کشوری و بین‌المللی در مجموع برندهٔ ۱ مدال طلا، ۱ مدال برنز شده‌است.